# Marco Ciriani
Marco Ciriani (Spilimbergo, 1º gennaio 1878 – Milano, 23 settembre 1944) è stato un politico e avvocato italiano.

## Biografia

### La gioventù e i primi passi in politica
Nato in una famiglia della piccola borghesia cattolica, compì i primi studi al seminario di Portogruaro per poi trasferirsi a Padova, dove presso la locale università si laureò in giurisprudenza nel 1901. Intrapresa la professione di avvocato a Spilimbergo, fu introdotto dal fratello negli ambienti dell'Azione cattolica, dove conobbe don Giuseppe Lozer, pievano del centro operaio di Torre di Pordenone. Lozer, già promotore d'iniziative sociali a favore dei ceti popolari e figura di spicco dei nascenti gruppi di democratici cristiani in Friuli, fece in modo che Ciriani diventasse dapprima collaboratore dell'Ufficio provinciale del lavoro e poi presidente del Segretariato di zona per l'emigrazione.
Nel 1907, grazie ai voti del proletariato locale, Ciriani fu eletto consigliere comunale di minoranza a Spilimbergo. Emerso in poco tempo come uno dei più brillanti politici locali, il 13 dicembre 1908 fu nominato sindaco della sua città dal consiglio comunale. Due anni più tardi, a seguito della morte del padre, si dimise dall'incarico per dedicarsi a tempo pieno all'attività forense.

### Deputato del Regno
Grazie al supporto della corrente murriana della Lega Democratica Nazionale, capeggiata da Lozer, Ciriani fece il suo ritorno in politica candidandosi alle elezioni del 1913, le prime a suffragio universale maschile. Propose ai suoi elettori un programma liberaldemocratico con al centro importanti rivendicazioni popolari come la riorganizzazione e la statalizzazione dell'istruzione elementare, il voto alle donne, diffusione e incremento della piccola proprietà, assicurazioni sociali obbligatorie, semplificazione della burocrazia, tutela degli emigrati friulani, espropriazione dei latifondi incolti, revisione dei patti colonici, riduzione dei dazi doganali, completamento della Sacile-Pinzano, riuscì ad imporsi sugli altri candidati entrando così alla Camera e risultando inoltre essere l'unico eletto tra le fina del suo partito. Nel 1915 sposò la linea interventista della Lega e lo stesso anno si arruolò volontario nell'esercito venendo inquadrato nel battaglione Cividale degli Alpini. Ammalatosi rientrò in servizio l'anno seguente venendo assegnato al battaglione alpino Tolmezzo. Durante il conflitto continuò le sue battaglie politiche spendendosi in difesa dei rifugiati friulani dopo la rotta di Caporetto. Il 20 settembre 1918, su proposta del generale Caviglia, fu insignito della medaglia d’argento al valor militare. Nel primo dopoguerra s'impegnò a favore dei reduci friulani ed entrò nella direzione politica del Partito Democratico Cristiano (PDC), il nuovo soggetto politico che aveva rimpiazzato la Lega Democratica.

### Il primo dopoguerra e le persecuzioni fasciste
Candidatosi alle elezioni del 1919, Ciriani fu l'unico esponente del suo partito ad essere eletto. Dopo lo scioglimento del PDC, avvenuto a seguito dell'insuccesso elettorale, aderì al gruppo riformista di “Rinnovamento” promuovendo una campagna che intendeva distanziarsi conducendo una personale campagna elettorale che intendeva differenziarsi sia dai socialisti che dai partiti reazionari. Nuovamente rieletto, aderì al Partito Socialista Riformista Italiano di Ivanoe Bonomi ed entrò nel corrispettivo gruppo parlamentare. Nell'aprile 1921, durante la campagna elettorale, Ciriani fu vittima di una brutale aggressione fascista. Venne infatti sequestrato, costretto a bere un litro di olio di ricino e obbligato a defecare sui suoi testi parlamentari. Dopodiché venne legato dagli squadristi al cofano di una macchina che iniziò a girare per i paesi dell'Alto Friuli. Una volta arrivati ad Udine i fascisti gli tagliarono i baffi, dopodiché lo abbandonarono al ciglio di una strada.
Dopo la caduta del governo Bonomi, Ciriani votò contro il primo governo Facta nel febbraio 1922, ritenendo che fosse incapace di arginare il dilagare delle violenze fasciste e di far recuperare al Paese la stabilità politica. Denunciò ripetutamente le violenze squadriste e, in occasione dell'approvazione della legge Acerbo, pronunciò alla camera il celebre discorso "Per il popolo e per la libertà". Nonostante le minacce fasciste e sconsigliato persino dalle persone a lui più care, si presentò alle elezioni del 1924 nella lista della Opposizione costituzionale, ma non venne eletto. Si ritirò quindi a vita privata, tornando a svolgere la professione d'avvocato nella natia Spilimbergo. Perseguitato dai fascisti, nel 1929 si trasferì a Milano, dove aprì uno studio legale. 
Nel capoluogo lombardo entrò in contatto con gli antifascisti di Giustizia e Libertà. Fu proprio Ciriani, a causa di un suo grave errore di valutazione, a garantire e introdurre nell'ambiente antifascista l'avvocato Carlo Del Re. Quest'ultimo, gravato da problemi finanziari e dal concreto rischio di finire in carcere, deciderà di vendere le sue informazioni alla polizia politica di Arturo Bocchini. Il 30 ottobre 1930, a causa delle delazioni di Del Re, l'intera rete giellista nel Nord Italia venne smantellata dalla polizia. Ciriani, che continuò a difendere Del Re, venne quindi convocato dai vertici di GL a Parigi dove fu interrogato da Gaetano Salvemini. Dopo questa vicenda si ritrovò isolato dagli ambienti dell'antifascismo italiano. Sul finire degli anni trenta, a causa di una stagnante situazione lavorativa tornò a Spilimbergo. Nell'inverno 1943-1944, durante l'occupazione tedesca del Friuli, Ciriani tornò nel mirino dei fascisti. Sfuggito alla cattura, scappò a Milano dove morì alcuni mesi più tardi.